# Jonathan Mover
 (janvier 2021).
Si vous disposez d'ouvrages ou d'articles de référence ou si vous connaissez des sites web de qualité traitant du thème abordé ici, merci de compléter l'article en donnant les références utiles à sa vérifiabilité et en les liant à la section « Notes et références ».
Jonathan Mover est un batteur américain, né le 4 mai 1963, à Peabody (Massachusetts).
Musicien renommé, il a travaillé avec de très nombreux artistes, parmi lesquels on pourra citer Marillion, GTR et Steve Hackett.

## Biographie
Jonathan Mover grandit à Boston et joue de la batterie vers l'âge de 13 ans. D'abord autodidacte, il rejoint brièvement le Berklee College of Music afin de se perfectionner, puis le quitte pour Londres, dans l'espoir de trouver un poste comme batteur. En 1984, alors âgé de 19 ans, il se fait engager par Marillion, qui hésitait entre lui et Ian Mosley, et qui avait déjà remercié trois batteurs précédemment (Mick Pointer, Andy Ward et John Martyr). Il joue quelques semaines au sein du groupe, avec lequel il enregistrera un live en Allemagne, avant de devoir quitter le groupe, après s'être fâché avec le chanteur Fish. Pour anecdote, Marillion engagera par la suite Ian Mosley. Il rejoint alors le supergroupe GTR, en compagnie de Steve Hackett et Steve Howe. Il suit Steve Hackett dans sa carrière solo, après son départ du groupe, puis devient batteur de Steve Vai et enfin de Joe Satriani, qu'il accepte de suivre aux États-Unis, après 9 ans passés en Angleterre.
De retour à New York, il réalise de nombreux projets. Il crée tout d'abord son propre studio d'enregistrement, le Skyline Studios NYC, qui accueillera par la suite des artistes tels que Steely Dan, Avril Lavigne, Shakira, Flo Rida, Gov't Mule, David Byrne, Jessica Simpson, Fuel, groupe avec lequel il jouera, Natasha Bedingfield, Mariah Carey, Wu-Tang Clan, Madonna, The B-52's, David Bowie et bien d'autres. Il devient par la suite éditeur en chef du magazine Drumhead, consacré principalement à la batterie.
Il crée ensuite son propre projet musical, Einstein, au sein duquel il compose, joue plusieurs instruments, enregistre et produit. Il a sorti deux albums : Einstein Won et Einstein Two. Enfin il devient producteur pour Shakira, Flo Rida, Brett Scallions, Rick Ross, Fuel, Carnival Divine et Rudy Roberts. Il réaliste la musique du film Loose Change.

## Collaborations
- Aretha Franklin
- Fuel
- Alice Cooper
- Shakira
- GTR
- Everlast
- The Tubes
- Mick Jagger
- Steve Howe
- Peter Frampton
- Oleander
- Céline Dion
- Elton John
- Stuart Hamm
- They Might Be Giants
- Frank Gambale
- Mike Oldfield
- Steve Hackett
- Marillion
- Joe Satriani
- Joe Lynn Turner

## Discographie
Discographie complète sur son site officiel